# Jan August Hylzen
Jan August Hylzen herbu Hilzen (ur. 1702, zm. 14 lutego 1767 w Warszawie) – wojewoda miński (od 1754), kasztelan inflancki (od 1744), marszałek Trybunału Głównego Wielkiego Księstwa Litewskiego (1749–1750), starosta brasławski, parchowski i kazuński, kronikarz Inflant, historyk i publicysta.

## Życiorys
Ojcem jego był Jerzy Hylzen, starosta marienhauski, po którym, jeszcze za życia ojca, dostał z kancelarii królewskiej stosowny przywilej i mógł posługiwać się tytułem starosta marienhauski i zasiadać w sejmiku w Dyneburgu. Ówczesnym zwyczajem, jako młodzieniec odbył podróż po Europie, podczas której najwięcej czasu na naukach spędził w Niemczech. Z napisu nad izbą sądową w Ratyzbonie zaczerpnął maksymę, którą w późniejszej swojej działalności sądowniczej stosował (pisownia oryginalna): Ktokolwiek do tego dworu wejdziesz dla sprawy, przed podwojami tej świątyni porzuć wszystkie swoje osobiste uczucia: gniew, siłę, przyjaźń, pochlebstwo, obowiązkowi swojemu poddaj osobę i staranie, albowiem jak dla kogo będziesz sprawiedliwy czy niesprawiedliwy, takiego sądu od Boga na siebie oczekuj a sąd ten zniesiesz.
Lata młodzieńcze spędzał w dużej części w domu wojewody inflanckiego Jana Ludwika Platera i ożenił się z jedną z czterech córek wojewody – Konstancją. Miał duży zasób wiedzy, obeznany był z literaturą, miał talent krasomówczy, często cytował Cycerona, w swoich publicznych wystąpieniach często posługiwał się makaronizmami. Oto fragment mowy wygłoszonej na sejmiku inflanckim po śmierci króla Augusta II (pisownia oryginalna):

Zgasło już nam miłe słońce nasze, w którem swobodny ptak polski, swoją wesołą zatapiał źrenicę, słońce które oriebatur super bonos et malos (świeciło nad dobremi i złemi) samym nawet niewdzięcznym Arystarchom, którzy prawe i sprawiedliwie jego ministrabant (zawadzili) intencje, maculas in sole quaerentes (szukając plam na słońcu) dobroczynnym na fortunie i honorze przyświecało promieniem, nihil oblivisci solitus, nisi injurias (i tylko krzywd zapomniało). Te tedy sidus beneficum (gwiazda dobroczynna), które zarównojako podobnyż jemu w Zodjaku swoim planeta, nas zagrzewając et fovendo non sibi sed nobis lucebat, (i krzepiąc, nie sobie, ale nam świeciło) już teraz w samym zbawiennych swoich in bonum publicum (na dobro ogólne) influencyi biegu, nie inszego sobie nad samą śmierć pozwalając odpoczynku, na fatalną powszechnej śmiertelności, od której korona nie uwalnia, zaszedszy chmurą, żyć i świecić nam przestało.

W 1735 został wybrany posłem z Inflant na sejm zwyczajny pacyfikacyjny, popierał elekcję Augusta III. W czasie obrad miał dwa przemówienia. Sejm nie doprowadził do pojednania, nie potrafiono nawet uzgodnić osobę pełniącą funkcję marszałka i po sześciu tygodniach został rozwiązany. Kolejny sejm, na którym również posłował, zwołany w 1736 a marszałkował mu Wacław Piotr Rzewuski, zakończył się utwierdzeniem króla na tronie i zakończeniem trzyletniej wojny domowej.
Hylzena łączyły wręcz przyjacielskie stosunki z Janem Fryderykiem Sapiehą kasztelanem trockim. Obydwaj byli bardzo wykształconymi ludźmi, obydwaj zajmowali się historią. W czasie sejmu walnego w 1738, na który posłował z Inflant, został u Sapiehy Rejentem Kancellaryi pieczęci większej litewskiej. Powołany starostą grodowym brasławskim 4 lipca 1739, a 1 sierpnia 1744 król mianował go kasztelanem inflanckim. W związku z tą funkcją został również senatorem. W roku 1749 został wybrany deputatem do Trybunału Litewskiego w Wilnie i jego marszałkiem. Jako delegowany od Rzeczypospolitej podpisał pacta conventa Stanisława Augusta Poniatowskiego w 1764 roku.
Hylzen zatroszczył się również o po wioskach nad Dźwiną porozrzucanych w nieładzie mieszkający lud jeszcze nieoświecony i prawie dziki. Będąc bardzo pobożnym, przy udziale brata Jerzego biskupa smoleńskiego, zakładał w swoich dobrach w Inflantach misje, fundował szpitale, sprowadzając do nich panny miłosierdzia, budował szkółki we wsiach. Jego zaufanym współpracownikiem i plenipotentem był ksiądz Michał Roth nazywany apostołem łotewskim. Był fundatorem parafialnego kościoła w Dagdzie. Wielokrotnie posłował na Sejm z województwa inflanckiego.
W 1754 został kawalerem Orderu Orła Białego. Do 1756 był stronnikiem Familii Czartoryskich. Jego rezydencją był zbudowany dla niego pałac nazwany później Pałacem Mostowskich w Warszawie.

## Twórczość

### Dzieła
Był autorem jednego z najlepszych swego czasu opracowań historii Inflant i Księstwa Kurlandii i Semigalii.
- Inflanty w dawnych swych i wielorakich aż do wieku naszego dziejach i rewolucjach, z wywodem godności i starożytności szlachty tamecznej, tudzież praw i wolności z dawna i teraz jej służących, zebrane i polskiemu światu do wiadomości w ojczystym języku podane przez Jaś. Wielm. Jmci pana Jana Augustyna Hylzena, Kasztelana Inflanckiego, Starostę Brasławskiego…, Wilno 1750.
- Encomium Bibliothecae Zaluscianae, Warszawa 1754.

### Mowy
- Mowy sejmikowe z lat 1728–1740, wyd. J. Daneykowicz Ostrowski Swada polska i łacińska, t. 1, Lublin 1754.
- Mowa… miana na senatus consilium w Warszawie 1762 (według Estreichera 3 wydania).
- Mowa… miana na Radzie Wielkiej Warszawskiej dnia 9 marca r. 1763.

### Listy
- Do J.F. Sapiehy z lat 1744–1745, wyd. J. Daneykowicz Ostrowski Swada polska i łacińska, t. 1, Lublin 1754.